# Panier à bouteilles

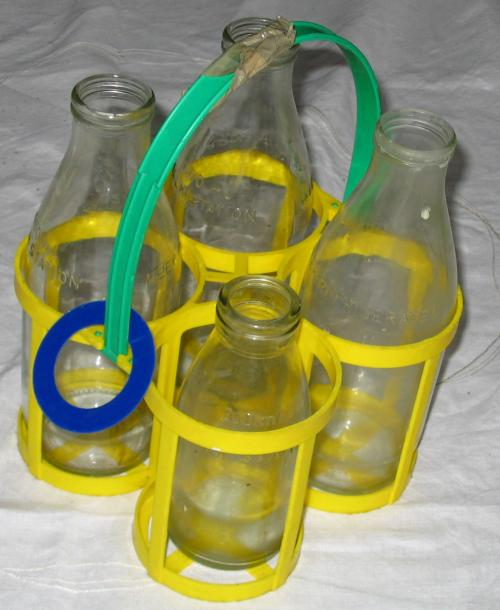
Un panier à bouteilles, en plastique

Un panier à bouteilles est un dispositif comportant des alvéoles pour accueillir des bouteilles, et des poignées pour pouvoir le transporter.
Les paniers à bouteilles peuvent être en métal (fil de fer, ou feuillard), en plastique, en osier, en tissu, en bois, carton...
Ils servent à transporter et à stocker des bouteilles, mais ne sont généralement pas empilables, contrairement aux caisses à bouteilles.

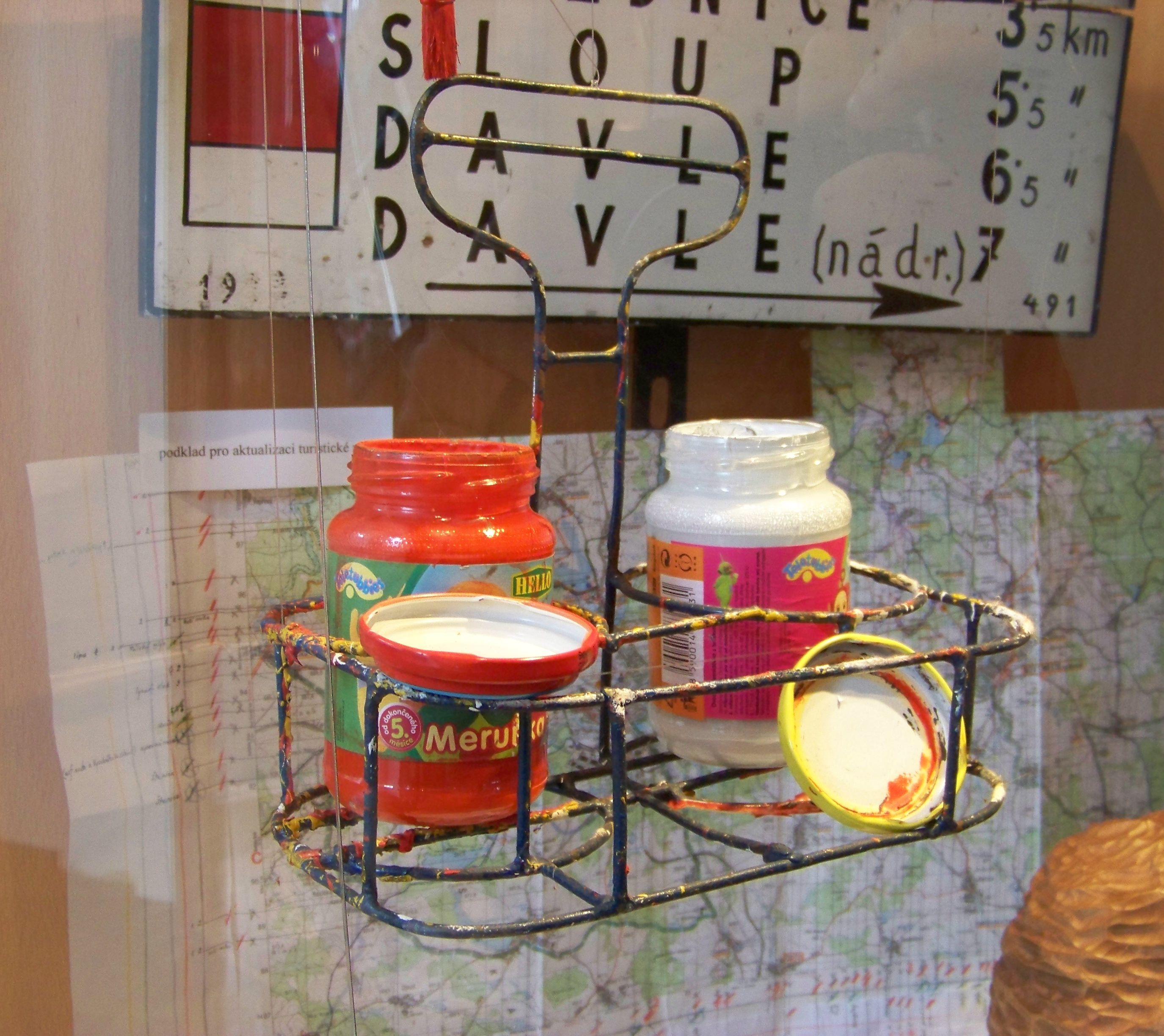
Un panier à bouteilles, en fils métalliques
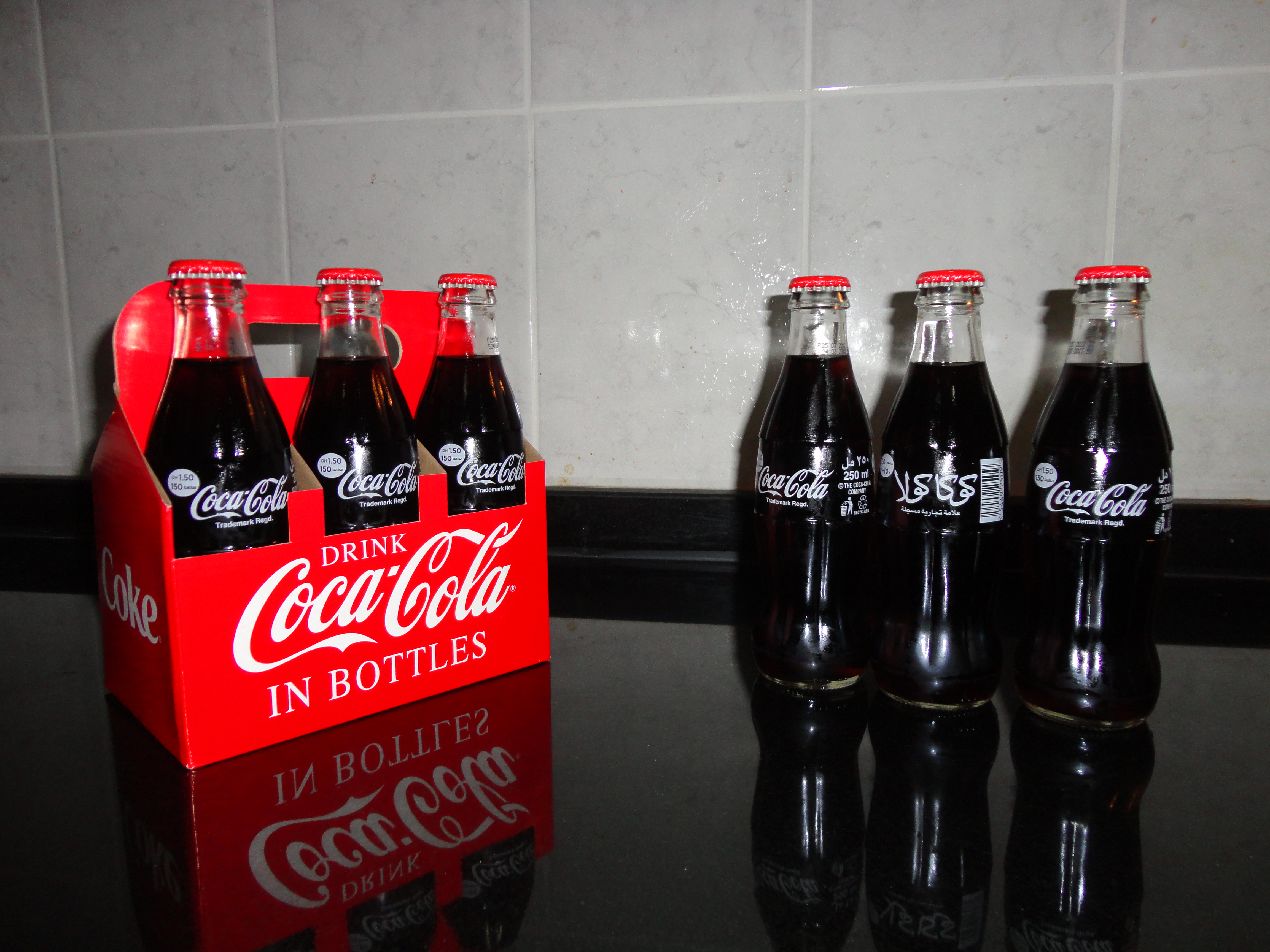
Un panier à bouteilles de Coca-Cola